# Jannick Green Krejberg
Jannick Green Krejberg (* 29. September 1988 in Lemvig) ist ein dänischer Handballtorwart.

## Verein
Green spielte anfangs Fußball und Handball. Im Alter von 14 Jahren entschied er sich für den Handballsport. Der 1,95 Meter große und 94 Kilogramm schwere Torhüter spielte in der Jugendabteilung von Team Vestjylland, mit der er 2007 die dänische Jugend-Meisterschaft gewann. In der Saison 2007/08 hütete er das Tor der Herrenmannschaft von Lemvig Håndbold. Green spielte anschließend für AaB Håndbold, wo er 2010 die dänische Meisterschaft gewann. Ab 2011 stand er bei Bjerringbro-Silkeborg unter Vertrag. Zur Saison 2014/15 wechselte Green zum deutschen Bundesligisten SC Magdeburg. Mit dem SCM gewann er 2016 den DHB-Pokal, 2021 die EHF European League und den IHF Super Globe sowie 2022 die deutsche Meisterschaft.
Seit dem Sommer 2022 steht er beim französischen Erstligisten Paris Saint-Germain unter Vertrag. Mit Paris gewann er 2023, 2024 und 2025 die französische Meisterschaft. Zur Saison 2026/27 wird er zum dänischen Erstligisten HØJ Håndbold wechseln.

## Nationalmannschaft
Für die dänische Nationalmannschaft bestritt er 145 Länderspiele. Mit der dänischen Auswahl belegte er den zweiten Platz bei der Weltmeisterschaft 2013. Bei der Europameisterschaft 2014 im eigenen Land wurde er Vize-Europameister. Bei den Olympischen Spielen 2016 in Rio de Janeiro gewann er die Goldmedaille. Bei der Weltmeisterschaft 2019 wurde er Weltmeister. Bei der Europameisterschaft 2022 gewann er mit Dänemark die Bronzemedaille, dabei kam er nur im Spiel gegen Nordmazedonien zum Einsatz. Bei der Weltmeisterschaft 2023 stand er im erweiterten Aufgebot. Bei der Weltmeisterschaft 2025 bestritt er vier Partien und wurde mit dem Team erneut Weltmeister.

## Privates
Jannick Green Krejberg stammt aus einer Handballer-Familie. Seine Mutter Hanna Green lief ebenfalls für die dänische Handballnationalmannschaft auf. Sein Vater trainierte die Damenmannschaft von Lemvig Håndbold, sein älterer Bruder Kasper war u. a. für Lemvig aktiv, und sein jüngerer Bruder Jeppe lief für Aalborg Håndbold in der höchsten dänischen Liga auf.